# Fire and Gasoline
Albums de Steve Jones
Mercy
(1987)
Fire and Gasoline est le second album solo de Steve Jones, sorti en 1989.
Il est à noter la participation d’Axl Rose des Guns N' Roses pour le titre I Did U No Wrong ainsi que celle de Nikki Sixx des Mötley Crüe sur We’re Not Saints.

## Titres
| No  | Titre               | Auteur                                                                        | Durée |
| --- | ------------------- | ----------------------------------------------------------------------------- | ----- |
| 1.  | Freedom Fighter     |                                                                               | 5:08  |
| 2.  | We’re Not Saints    | Terry Nails, Nikki Sixx                                                       | 3:44  |
| 3.  | God in Louisiana    | Tonio K                                                                       | 4:48  |
| 4.  | Fire and Gasoline   |                                                                               | 4:26  |
| 5.  | Hold On             |                                                                               | 4:01  |
| 6.  | Trouble Maker       | Angry Anderson, Gordon Leach, Terry Nails, Dallas "Digger" Royal, Peter Wells | 3:04  |
| 7.  | I Did U No Wrong    |                                                                               | 3:20  |
| 8.  | Get Ready           |                                                                               | 4:23  |
| 9.  | Gimme Love          |                                                                               | 4:18  |
| 10. | Wild Wheels         |                                                                               | 4:09  |
| 11. | Leave Your Shoes On | Ian Astbury                                                                   | 4:11  |
| 12. | Suffragette City    | David Bowie                                                                   | 3:46  |

## Musiciens
- Steve Jones : chant, guitare
- Billy Duffy : guitare
- Terry Nails : basse
- Mickey Curry : batterie
- Ian Astbury : voix, tambourin
- Axl Rose : voix sur I Did U No Wrong
- Nikki Sixx  basse, voix sur We’re No Saints